# Fsck
Системна утиліта fsck (англ. «file system check» або «file system consistency check») — це інструмент перевірки цілісності файлової системи в операційних системах сімейства Unix.

## Опис
Як правило, fsck запускаєтся автоматично під час завантаження операційної системи, якщо при завантаженні операційна система виявляє ймовірні порушення цілісності файлової системи, пов'язані з некоректним завершенням роботи ОС (наприклад, внаслідок збою програм або зникнення живлення). Зазвичай fsck дозволяє інтерактивно відновити порушення файлової системи (в цьому разі спосіб виправлення помилок вибирає користувач), автоматично виправити знайдені помилки або просто виявити невідповідності, не виправляючи їх.
Також fsck може вручну запускатися системним адміністратором, якщо він підозрює, що існує ймовірність існування помилок у файловій системі. Однак слід пам'ятати, що виправлення помилок примонтованих файлових систем є ризикованою операцією та може призвести до втрати або пошкодження даних.
Слід зауважити, що насправді команда fsck є лише оболонкою для виклику команди, специфічної для конкретного типу файлової системи (напр. fsck.ext2, fsck.vfat, fsck.jfs, reiserfsck).
Аналогом в операційних системах Microsoft є утиліти scandisk та chkdsk.

## Засоби запобігання втрати цілісності
Останнім часом розроблені журнальовані файлові системи, спроєктовані таким чином, щоб уникнути втрати цілісності в разі некоректного завершення роботи ОС. Крім того, файлова система UFS2 підтримує фонове виконання fsck, завдяки цьому не потрібно чекати завершення перевірки, перш ніж розпочати роботу з ФС.

## Параметри
```
-p
 
— Автоматичний ремонт файлової системи (без запитань);
-y
 
— Параметр змушує програму давати позитивну відповідь на всі запитання;
-n
 
— Не вносить жодних змін у файлову систему, тобто забороняє відкриття файлової системи на запис;
-c
 
— Перевіряє наявність битих секторів та вносить їх до списку пошкоджених блоків;
```

## Приклади використання
- За назвою пристрою

```
fsck /dev/sda2
```

- За точкою монтування

```
fsck /home
```

- За міткою пристрою

```
fsck LABEL=root
```

- За UUID пристрою

```
fsck UUID=426cabf6-83c1-4a8d-98b7-bfc23057f7bd
```